# Okręg wyborczy Isaacs (1949–1969)
Okręg wyborczy Isaacs (ang. Division of Isaacs) – dawny jednomandatowy okręg wyborczy do Izby Reprezentantów Australii, istniejący w latach 1949-1969. Znajdował się w centralnej części Melbourne, zaś jego patronem był pierwszy gubernator generalny Australii urodzony na terytorium tego kraju i zarazem były prezes Sądu Najwyższego Australii Isaac Isaacs. Od 1969 jego imię nosi inny okręg wyborczy, położony jednakże w zupełnie innej części Melbourne i stąd klasyfikowany jako odrębna jednostka. 
Przez cały okres istnienia okręgu reprezentował go jeden poseł, a konkretnie William Haworth z Liberalnej Partii Australii.